# Jerzy Kaczmarek
Jerzy Kaczmarek, född 8 januari 1948 i Lubsko, Polen, är en polsk fäktare.
Han tog OS-guld i herrarnas lagtävling i florett i samband med de olympiska fäktningstävlingarna 1972 i München.